# 100 nejlepších slovenských alb
100 nejlepších slovenských alb je seznam nejlepších vydaných alb slovenských hudebních umělců. Jako první takový seznam prezentovaný na Slovensku jej zveřejnil deník Nový Čas 22. září 2007.
Seznam je celý sestaven ze slovenských, případně bývalých československých umělců a obsahuje všechna domácí alba vydaná od 60. let 20. století po 0. roky 21. století. Některé z nominovaných nahrávek mohly být nahrané iv jiném jazyce (občas v angličtině, ale jen částečně). Samotné hodnocení bylo založeno na hlasech získaných od pětadvaceti vybraných domácích hudebníků, autorů, hudebních producentů, vydavatelů, dramaturgů, kritiků a rozhlasových moderátorů. Každé z nich zvolilo deset nejvýznamnějších slovenských hudebních alb za poslední čtyři desetiletí.
Zatímco vítězným albem se stalo Zvoňte, zvonky (1969) skupiny Prúdy, nejvíce zastoupeným hudebním počinem je zpěvačka Marika Gombitová, která má na kontě celkem šest z devíti studiových alb, jakož i na 27. místě jako hostující umělec na soundtracku Neberte nám princeznu ( 1980). Do seznamu se dostalo i jedno koncertní album Live (1973) od skupiny Collegium Musicum. Nejvíce alb bylo vydáno v 80. letech. Nejstarším albem je zmiňovaný vítěz, přičemž nejnovějším Shine (2007) Jany Kirschner.

## Členové poroty
| Členové poroty | Členové poroty                                 | Členové poroty                                                                     | Členové poroty                                                                                              |
| Skladatelé a/nebo hudebníci:                                                                                      | Hudební vydavatelé a/nebo hudební producenti:: | Rozhlasoví moderátoři a/nebo hudební dramaturgové:                                 | Hudební kritici a/nebo hudební žurnalisté:                                                                  |
| --- | ---------------------------------------------- | ---------------------------------------------------------------------------------- | --- |
| Pavel Hammel Marián Varga Peter Nagy Ladislav Lučenič Tomáš Dohňanský Roman Galvánek Branislav Mojsej Juraj Černý | Peter Riava Lenka Slaná Pavel Repa Tomáš Zubák | Milan Urbaník Miroslav Babják Roman Bomboš Eva Bacigálová Juraj Čurný Július Kuruc | Peter Bálik Bibiana Bombošová Marián Pavel Felicia Boronkayová Peter Derňár Jozef Kollár Denisa Vološčuková |

## Statistiky

### Interpreti s největším počtem alb
- 11 – Marika Gombitová – se 6 studiovými alby, 1 dvojalbem, 2 se skupinou Modus, 1 soundtrackem a 2 s Mirem Žbirkem (jako hostující umělec)
- 9 – Pavol Hammel – s 1 sólovým albem, 3 se skupinou Prúdy, 2 s Mariánem Vargem, 2 dvousety se skupinou Collegium Musicum  a 1 s Marikou Gombitovou (jako textař)
- 7 – Janko Lehotský – se 3 se skupinou Modus, 3 s Marikou Gombitovou (jako textař/hostující umělec) a 1 s Collegium Musicum (jako hostující umělec)
- 6 – Marián Varga – s 1 sólovým albem, 3 (včetně dvou dvojalb) s Collegium Musicum, 1 s Pavlem Hammelem a 1 se skupinou Proudy
- 6 – Richard Müller – se 4 sólovými alby a 2 se skupinou Banket
- 6 – Miro Žbirka – se 3 sólovými alby, 2 s Modusem a 1 soundtrackem (jako hlavní umělec)
- 6 – Jaro Filip – se 3 sólovými alby, 1 s Milanem Lasicem & Júliusem Satinským a 3 s Richardem Müllerem (jako textař)
- 5 – Dežo Ursiny – se 2 sólovými, 2 s Ivanem Štrpkem, and 1 kompilací (jako textař)

### Počet alb z každého desetiletí
- 60. roky 20. století – jen 1 album (1.0%)
- 70. roky 20. století – 13 alb (13.0%)
- 80. roky 20. století – 35 alb (35.0%)
- 90. roky 20. století – 27 alb (27.0%)
- 0. roky 21. století – 24 alb (24.0%)

## Výběr Top 10

### Top 10 – ženy
| #  | Album                | Interpret        | Rok vydání | Vydavatelství |
| -- | -------------------- | ---------------- | ---------- | ------------- |
| 1  | V cudzom meste       | Jana Kirschner   | 1999       | Mercury       |
| 2  | Dievča do dažďa      | Marika Gombitová | 1979       | OPUS          |
| 3  | Mince na dne fontán  | Marika Gombitová | 1983       | OPUS          |
| 4  | Pelikán              | Jana Kirschner   | 2002       | Universal     |
| 5  | Ateliér duše         | Marika Gombitová | 1987       | OPUS          |
| 6  | Veci čo sa dejú      | Jana Kirschner   | 2003       | Universal     |
| 7  | Slnečný kalendár     | Marika Gombitová | 1982       | OPUS          |
| 8  | Shine                | Jana Kirschner   | 2007       | Universal     |
| 9  | Voľné miesto v srdci | Marika Gombitová | 1986       | OPUS          |
| 10 | Colors in My Life    | Misha            | 2002       | Sony/Bonton   |

### Top 10 – muži
| #  | Album                   | Interpret                   | Rok vydání | Vydavatelství |
| -- | ----------------------- | --------------------------- | ---------- | ------------- |
| 1  | Zelená pošta            | Pavol Hammel & Marián Varga | 1972       | OPUS          |
| 2  | Modrý vrch              | Dežo Ursiny                 | 1981       | OPUS          |
| 3  | Pevnina detstva         | Dežo Ursiny                 | 1978       | OPUS          |
| 4  | Doktor sen              | Miro Žbirka                 | 1980       | OPUS          |
| 5  | Robo Grigorov – Midi    | Robo Grigorov               | 1987       | OPUS          |
| 6  | Nočná optika            | Richard Müller              | 1998       | PolyGram      |
| 7  | Nohy                    | Robo Grigorov               | 1987       | OPUS          |
| 8  | Sezónne lásky           | Miro Žbirka                 | 1982       | OPUS          |
| 9  | Chráň svoje bláznovstvá | Peter Nagy                  | 1984       | OPUS          |
| 10 | 33                      | Richard Müller              | 1994       | BMG-Ariola    |

## 100 najlepších slovenských albumov
| #   | Album                                             | Interpret                                      | Rok vydání | Vydavatelství                      |
| --- | ------------------------------------------------- | ---------------------------------------------- | ---------- | ---------------------------------- |
| 1   | Zvoňte, zvonky                                    | Prúdy                                          | 1969       | Supraphon                          |
| 2   | Konvergencie                                      | Collegium Musicum                              | 1971       | OPUS                               |
| 3   | Bioelektrovízia                                   | Banket                                         | 1986       | OPUS                               |
| 4   | Skúsime to cez vesmír                             | Tublatanka                                     | 1987       | OPUS                               |
| 5   | Valec                                             | IMT Smile                                      | 1998       | Universal                          |
| 6   | Hodina slovenčiny                                 | Elán                                           | 1984       | OPUS                               |
| 7   | Bolo nás jedenásť                                 | Milan Lasica, Julo Satinský & Jaro Filip       | 1981       | OPUS                               |
| 8   | Deň medzi nedeľou a pondelkom                     | Peha                                           | 2005       | B&M                                |
| 9   | Zelená pošta                                      | Pavol Hammel & Marián Varga                    | 1972       | OPUS                               |
| 10  | Ôsmy svetadiel                                    | Elán                                           | 1981       | OPUS                               |
| 11  | Dunajská legenda                                  | Fermata                                        | 1979       | OPUS                               |
| 12  | Team                                              | Team                                           | 1988       | OPUS                               |
| 13  | Žeravé znamenie osudu                             | Tublatanka                                     | 1988       | OPUS                               |
| 14  | Modrý vrch                                        | Dežo Ursiny                                    | 1981       | OPUS                               |
| 15  | Ultrapop                                          | Hex                                            | 1997       | Bonton                             |
| 16  | Nie sme zlí                                       | Elán                                           | 1983       | OPUS                               |
| 17  | Pevnina detstva                                   | Dežo Ursiny                                    | 1987       | OPUS                               |
| 18  | Doktor sen                                        | Miro Žbirka                                    | 1980       | OPUS                               |
| 19  | V cudzom meste                                    | Jana Kirschner                                 | 1999       | Mercury                            |
| 20  | Dievča do dažďa                                   | Marika Gombitová                               | 1980       | OPUS                               |
| 21  | Tublatanka                                        | Tublatanka                                     | 1985       | OPUS                               |
| 22  | Robo Grigorov – Midi                              | Robo Grigorov                                  | 1987       | OPUS                               |
| 23  | Nočná optika                                      | Richard Müller                                 | 1998       | PolyGram                           |
| 24  | Počkám si na zázrak                               | No Name                                        | 2000       | Universal                          |
| 25  | Nohy                                              | Robo Grigorov a Midi                           | 1987       | OPUS                               |
| 26  | Sezónne lásky                                     | Miro Žbirka                                    | 1982       | OPUS                               |
| 27  | Neberte nám princeznú                             | Marika Gombitová, Miro Žbirka a Marie Rottrová | 1980       | BMG                                |
| 28  | Druhá doba?!                                      | Banket                                         | 1988       | OPUS                               |
| 29  | Chráň svoje bláznovstvá                           | Peter Nagy                                     | 1984       | OPUS                               |
| 30  | Mince na dne fontán                               | Marika Gombitová                               | 1983       | OPUS                               |
| 31  | Klik-klak                                         | IMT Smile                                      | 1997       | Škvrna Records                     |
| 32  | Pakáreň                                           | Slobodná Európa                                | 1980       | BMG                                |
| 33  | Nechajte si ju                                    | Vidiek                                         | 1988       | OPUS                               |
| 34  | 33                                                | Richard Müller                                 | 1994       | BMG Ariola                         |
| 35  | Detektívka                                        | Elán                                           | 1984       | OPUS                               |
| 36  | Pelikán                                           | Jana Kirschner                                 | 2002       | Universal                          |
| 37  | 99 zápaliek                                       | Modus                                          | 1981       | OPUS                               |
| 38  | Balady                                            | Robo Grigorov                                  | 2006       | HOME Production                    |
| 39  | Team 3                                            | Team                                           | 1990       | OPUS & Tommü Records               |
| 40  | Bodliak na plavkách                               | Limit, Laco Lučenič                            | 1985       | OPUS                               |
| 41  | Modus                                             | Modus                                          | 1977       | OPUS                               |
| 42  | Part 1                                            | Made 2 Mate                                    | 1993       | Jumbo Records                      |
| 43  | Ateliér duše                                      | Marika Gombitová                               | 1987       | OPUS                               |
| 44  | Momentky                                          | Dežo Ursiny                                    | 1990       | OPUS                               |
| 45  | Veci čo sa dejú                                   | Jana Kirschner                                 | 2003       | Universal                          |
| 46  | ’01                                               | Richard Müller                                 | 2001       | Universal                          |
| 47  | Divergencie                                       | Collegium Musicum                              | 1982       | OPUS                               |
| 48  | Karol Duchoň                                      | Karol Duchoň                                   | 1974       | OPUS                               |
| 49  | Slnečný kalendár                                  | Marika Gombitová                               | 1982       | OPUS                               |
| 50  | O.B.D.                                            | O.B.D.                                         | 1995       | PolyGram                           |
| 51  | Šľahačková princezná                              | Pavol Hammel                                   | 1973       | Supraphon                          |
| 52  | Príbeh                                            | Dežo Ursiny, Ivan Štrpka                       | 1994       | BMG Ariola                         |
| 53  | Ten čo hrával s Dežom                             | Jaro Filip                                     | 1998       | Salvador, OPUS                     |
| 54  | Čardáš dvoch sŕdc                                 | Karol Duchoň                                   | 1976       | OPUS                               |
| 55  | Uhol pohľadu                                      | Desmod                                         | 2006       | Epic, Sony BMG Music Entertainment |
| 56  | ’05 [A]                                           | Richard Müller                                 | 2005       |                                    |
| 57  | Horúce hlavy                                      | Bez ladu a skladu                              | 1991       | OPUS                               |
| 58  | Lipa spieva Lasicu                                | Peter Lipa                                     | 2005       | East-West Promotion                |
| 59  | Bezvetrie                                         | Andrej Šeban                                   | 2000       | OPUS                               |
| 60  | Dobré ráno                                        | Vec                                            | 2004       | Escape/EMI                         |
| 61  | Shine                                             | Jana Kirschner                                 | 2007       | Universal                          |
| 62  | Stále tie dni                                     | Marián Varga                                   | 1984       | OPUS                               |
| 63  | ... v najlepších rokoch                           | Peter Lipa                                     | 2001       | Millenium Records                  |
| 64  | Cez okno                                          | Jaro Filip                                     | 1996       | Salvador, OPUS                     |
| 65  | Kolotoč masiek                                    | Gravis                                         | 1989       | OPUS                               |
| 66  | Voľné miesto v srdci                              | Marika Gombitová                               | 1986       | OPUS                               |
| 67  | Xmetov                                            | Bez ladu a skladu                              | 1991       | OPUS                               |
| 68  | Almost True Story                                 | Free Faces                                     | 1998       | Silberman                          |
| 69  | Derylov svet                                      | Desmod                                         | 2003       | BMG Ariola                         |
| 70  | Colors in My Life                                 | Misha                                          | 2002       | Sony BMG                           |
| 71  | Na II. programe sna                               | Pavol Hammel                                   | 1973       | OPUS                               |
| 72  | Keď sa raz oči dohodnú                            | Modus                                          | 1988       | OPUS                               |
| 73  | Aj ty, AYA!?                                      | Aya                                            | 1994       | Jumbo Records                      |
| 74  | Ventil RG                                         | Ventil RG                                      | 1990       | Škvrna Records                     |
| 75  | Marika №5                                         | Marika Gombitová                               | 1984       | OPUS                               |
| 76  | Chýbaš mi...                                      | Robo Grigorov                                  | 1992       | Slovart                            |
| 77  | Nech sa páči                                      | IMT Smile                                      | 2000       | Universal                          |
| 78  | Slowly to the Sun                                 | This Is Kevin                                  | 1999       | Monitor/EMI                        |
| 79  | Chlapčenský úsmev                                 | Vašo Patejdl                                   | 1992       | OPUS                               |
| 80  | Stretnutie s tichom                               | Pavol Hammel                                   | 2000       | OPUS                               |
| 81  | Naspäť na stromy                                  | Peter Lipa                                     | 1995       | East West Productions              |
| 82  | Valec Extra                                       | IMT Smile                                      | 1999       | Universal                          |
| 83  | Do ska                                            | Polemic                                        | 1997       | Musica                             |
| 84  | Krajinou                                          | Peha                                           | 2001       | Sony Music Bonton                  |
| 85  | Beáta                                             | Beáta Dubasová                                 | 1988       | OPUS                               |
| 86  | Modrý album                                       | Miro Žbirka                                    | 2001       | Universal                          |
| 87  | Huascaran                                         | Fermáta                                        | 2001       | OPUS                               |
| 88  | Babylon Hotel                                     | Gladiator                                      | 2000       | Sony Music                         |
| 89  | Live                                              | Collegium Musicum                              | 1973       | Universal                          |
| 90  | Dvaja (Hudba a piesne z filmu Fontána pre Zuzanu) | V. A.                                          | 2001       | Universal                          |
| 91  | Lojzo                                             | Lojzo                                          | 2000       | OPUS                               |
| 92  | Hráč                                              | Pavol Hammel                                   | 1973       | OPUS                               |
| 93  | Brutálna zostava                                  | Para                                           | 2004       | Universal                          |
| 94  | Experiment                                        | Peha                                           | 2003       | Sony Music Bonton                  |
| 95  | Unavení a zničení                                 | Slobodná Európa                                | 1994       | Škvrna Records                     |
| 96  | Fufu                                              | Divná zostava                                  | 2000       | Universal                          |
| 97  | Svetlo na druhom brehu                            | Metalinda                                      | 1992       | Popron                             |
| 98  | Entirely Good                                     | Zuzana Smatanová                               | 2003       | Epic                               |
| 99  | Ježiš Kristus nosí krátke nohavice                | Hex                                            | 1992       | Bonton                             |
| 100 | Svadba čertov                                     | Money Factor                                   | 2004       | Tommü Records, Forza Music         |

- A: Na 56. příčce se nachází neexistující album '05 (2005) Richarda Müllera. V 2005 vydal zpěvák album 44 pod vydavatelstvím Columbia.